# Parque Memorial Kwame Nkrumah
O Parque Memorial Kwame Nkrumah (em inglês: Kwame Nkrumah Memorial Park) é um memorial erguido em homenagem ao primeiro presidente ganês Kwame Nkrumah e o local onde se encontra seu mausoléu. O memorial está localizado na cidade de Acra, capital de Gana.

## História
Em 1990, a pedido do presidente Jerry John Rawlings, deu início a construção de um parque para homenagear o primeiro presidente de Gana, Kwame Nkrumah, no local onde Nkrumah declarou a independência do país. O memorial foi inaugurado em 1992, com o mausoléu do homenageado, um museu e uma loja de souvenires.
O parque foi fechado por um tempo para remodelação e reformas, com um custo de US$ 3,5 milhões, e foi reinaugurado em 4 de julho de 2023, com a presença do presidente do país Akufo-Addo. Foi construído uma biblioteca presidencial, um anfiteatro, um restaurante e uma recepção; e as estruturas existentes foram reformadas.

## Características
O parque ocupa uma área de 5 hectares, possui um museu, o mausoléu de Kwame Nkrumahj, uma biblioteca presidencial, um pequeno anfiteatro, um restaurante, e jardins com fontes, monumentos, estátuas e murais.

## Mausoléu de Kwame Nkrumah
O mausoléu foi projetado pelo arquiteto ganês Don Arthur e possui arquitetura modernista, representando uma espada de cabeça para baixo, simbolizando a paz (na cultura Aka). O edifício construído em mármore italiano e apresentando uma estrela preta na vista de cima do edifício, representando a unidade africana. Em seu interior se encontra a sepultura de Kwame Nkrumah e Fathia Nkrumah, sua esposa. A sepultura é feita de mármore, com decorações florais e contém placas que informam grandes ações do primeiro presidente de Gana.